# حبیب بن مظاهر
حبیب بن مظاهر (مظهر) اسدی (به عربی: حبیب بن مُظهر (أو مظاهر) بن رئاب الأسدی الکِنْدی، ثمَّ الفقعسی) که شیخ طوسی او را در میان فهرست اصحاب علی، حسن بن علی و حسین بن علی قرار داده است ولی در میان فهرست صحابه پیامبر اسلام از وی یاد نمی‌کند؛ و از این کار شیخ طوسی بر می‌آید که حبیب از صحابه نبوده است. همچنین نویسندگان استیعاب و اسد الغابه وی را در شمار صحابه پیامبر اسلام نیاورده‌اند. وی در جنگ‌های جمل، صفین و نهروان با علی بن ابی‌طالب همراه بود و در کربلا نیز در کنار حسین بن علی حضور داشت و کشته شد.

## زندگی
وی چهارده سال پیش از هجرتِ محمّد در خاندان بنی اسد در یمن به دنیا آمد. سال نهم هجری با خانواده‌اش به مدینه آمد و در آنجا ساکن شد.
حبیب از کسانی بود که برای حسین بن علی نامه نوشت و هنگامی که مسلم بن عقیل به کوفه وارد شد، در منزل مختار ثقفی به حمایت از او سخن گفت آن‌ها پس از خیانت کوفیان به سمت کربلا رفته و با او همراه گشتند وی در ظهر عاشورا و در سن ۷۵ سالگی کشته شد.
وی در بسیاری از علوم از جمله فقه، تفسیر، قرائت، حدیث، ادبیات، جدل و مناظره تبحر داشت و حافظ کل قرآن، کتاب مسلمانان بود.
سر وی در کنار سر عباس بن علی و علی‌اکبر در آرامگاه باب‌الصغیر در سوریه به خاک سپرده شد و بدن او را در چند متری مدفن حسین بن علی دفن کرده‌اند و هم‌اکنون نیز مزار او با ضریح نقره‌ای در نزدیکی ضریح حسین بن علی قرار گرفته هست.